# Marcelle Meredith

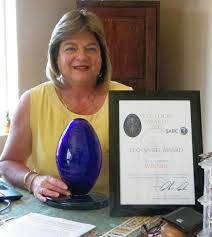
Marcelle Meredith, 2012

Marcelle Meredith, sinh ra ở Zambia và lớn lên ở Nam Phi, là Giám đốc điều hành và Giám đốc quản lý của Hội đồng quốc gia về phòng chống tàn ác đối với động vật (NSPCA). Meredith đã làm ở vị trí này từ năm 1985.
Meredith là cựu thành viên Hội đồng Bảo vệ Động vật Thế giới và đã phục vụ trong Hội đồng các tổ chức trong hơn 15 năm đại diện cho Châu Phi.

## Giải thưởng
Năm 2012, Meredith là người chiến thắng trong hạng mục giải thưởng Eco-Angel của Giải thưởng Eco-Logic của Enviropaedia. Trong cùng năm Meredith nhận quốc tế Humane Society Award cho Cam kết bất thường và thành tựu công nhận một bảo hộ động vật cá nhân (đặc biệt là những nước đang phát triển) có làm việc chăm chỉ và lòng trắc ẩn đã dẫn anh ta hoặc cô đến mức độ vượt trội của lòng dũng cảm và sự hy sinh trong nỗ lực giảm thiểu và ngăn chặn sự đau khổ của động vật bị bỏ rơi, bị đối xử tàn ác và bị bóc lột.
Năm 2015, Bảo vệ Động vật Thế giới đã trao tặng Meredith giải thưởng Jeannette McDermott cho phúc lợi động vật. Giải thưởng được tạo ra ở Canada bởi Tổ chức Bảo vệ Động vật Thế giới năm 1996, để ghi nhận cuộc sống của ai đó dành cho phúc lợi động vật. nguyên nhân của phúc lợi động vật. Cô đã sử dụng nhiều năm của mình trên nền tảng quốc tế để thúc đẩy sự nghiệp bảo vệ động vật ở Châu Phi. Tôi cảm ơn cô đầm đìa cho tất cả công việc và sự cống hiến của mình.” 
Năm 2016, Meredith đã nhận được giải thưởng của Ủy ban điều phối phúc lợi chăn nuôi (LWCC) để ghi nhận các dịch vụ đặc biệt của cô cho phúc lợi vật nuôi trong nhiều thập kỷ.